# Dywizja Piechoty Röhn
Dywizja Piechoty Röhn (niem. Infanterie-Division Röhn) – niemiecka dywizja piechoty sformowana 3 sierpnia 1944 roku na poligonie Wildflecken. 26 sierpnia przemianowana na 566 Dywizję Grenadierów Ludowych.

## Skład
- pułk grenadierów Röhn 1
- pułk grenadierów Röhn 2
- pułk artylerii Röhn
- batalion niszczycieli czołgów Röhn
- batalion inżynieryjny Röhn